# تصعيد 2012–13 في الحرب الأهلية السورية
يشير تصعيد 2012–13 في الحرب الأهلية السورية إلى المرحلة الثالثة من الحرب الأهلية السورية التي تصاعدت تدريجيًا من محاولة الأمم المتحدة لوقف إطلاق النار خلال الفترة من أبريل إلى مايو 2012، ولكنها تدهورت إلى عنف راديكالي، مما صعد مستوى الصراع إلى حرب أهلية كاملة.
وفي أعقاب مجزرة الحولة التي وقعت في 25 مايو 2012، والتي أعدم فيها 108 شخص بإجراءات موجزة، وبعد ذلك إنذار الجيش السوري الحر لحكومة البعث السورية، انهار وقف إطلاق النار عمليًا، حيث بدأ الجيش الحر يشن هجمات على القوات الحكومية. وفي 1 يونيو 2012، تعهد الرئيس الأسد بسحق الانتفاضة المناوئة للحكومة. وفي 12 يونيو 2012، أعلنت الأمم المتحدة لأول مرة رسميًا أن سوريا في حالة حرب أهلية. وبدأ الصراع في الانتقال إلى أكبر مدينتين هما دمشق وحلب.
وفي أعقاب فشل وقف إطلاق النار في أكتوبر 2012، خلال شتاء 2012–13 وأوائل ربيع 2013، واصلت قوات المعارضة التقدم علي جميع الجبهات. وفي منتصف ديسمبر 2012، قال مسؤولون أمريكيون أن الجيش السوري بدأ بإطلاق صواريخ سكود الباليستية على مواقع المتمردين في سوريا. وفي 11 يناير 2013، سيطرت الجماعات الإسلامية، بما فيها جبهة النصرة، سيطرة تامة على قاعدة تفتناز الجوية في محافظة إدلب، بعد أسابيع من القتال. وفي منتصف يناير 2013، ومع تجدد الاشتباكات بين قوات المعارضة والقوات الكردية الانفصالية في رأس العين، وبحلول 6 مارس 2013، استولى المتمردون على مدينة الرقة، مما جعلها بالفعل أول عاصمة للمحافظة تفقدها حكومة الأسد. وفي أوائل أبريل 2013، بعد أن توسعت دولة العراق الإسلامية إلى سوريا، وهي واحدة من أكثر جماعات المتمردين الجهادية المهيمنة، تبنت اسم الدولة الإسلامية في العراق والشام، وترجمت بصوره متنوعة بأنها «الدولة الإسلامية في العراق وسوريا».
وقد تم أخيرًا صد التقدم الذي أحرزته قوات المعارضة في أبريل 2013، حيث قامت قوات الاسد بإعادة تنظيم الهجمات وشنها. وفي 17 أبريل 2013، خرقت القوات الحكومية حصاراً لقوات المعارضة على قاعدة وادي ضيف بالقرب من إدلب. وقد تم الإبلاغ عن قتال عنيف حول مدينة بابولين بعد أن حاولت القوات الاسد تأمين السيطرة على الطريق الرئيسي المؤدي إلى حلب. وسمح كسر الحصار أيضا للقوات الاسد بإعادة تموين قاعدتين عسكريتين رئيسيتين في المنطقة كانتا تعتمدان على الإسقاطات الجوية المتفرقة. وفي أبريل 2013، شنت قوات الاسد والشبيحة بالاضافة لمليشيا حزب الله، التي شاركت بصوره متزايدة في القتال، هجومًا للاستيلاء على المناطق القريبة من القصير. وفي 21 أبريل، استولت القوات الموالية للقوات السورية على بلدات البرهانية وسقرجة والرضوانية بالقرب من الحدود السورية اللبنانية.
وفي الفترة من يوليو 2013، ومع ذلك، أصبح الوضع في حالة جمود، حيث استمر القتال على جميع الجبهات بين مختلف الفصائل التي أصابها العديد من الضحايا، ولكن دون تغييرات إقليمية كبيرة. وفي 28 يونيو 2013، استولت قوات المعارضة السورية على نقطه تفتيش عسكرية رئيسية في مدينة درعا الجنوبية. وبعد وقت قصير، أعلنت بعض الجماعات المتمردة السورية الحرب على الدولة الإسلامية في العراق والشام التي أصبحت مهيمنة بشكل متزايد في جميع أنحاء منطقة الحرب مع القتل العشوائي للقوات الموالية والمتمردين علي حد سواء. وقد حدث تقدم كبير في 6 أغسطس 2013، حيث استولت قوات المعارضة على قاعدة منغ الجوية العسكرية بعد حصار دام 10 أشهر. وفي 21 أغسطس، وقع هجوم كيميائي في منطقه الغوطة في ريف دمشق، مما أدى إلى سقوط آلاف الضحايا ومقتل عدة مئات في المعقل الذي تسيطر عليه المعارضة. وأعقب هذا الهجوم هجوم عسكري شنته القوات الاسد على المنطقة، التي كانت بؤرًا للمعارضة. وقد أدى هذا الهجوم، الذي عزي إلى حد كبير إلى قوات الاسد، إلى دفع المجتمع الدولي إلى السعي إلى تجريد الجيش العربي السوري من الأسلحة الكيميائية.
وفي أواخر 2013، شهدت هذه الفترة زيادة في المبادرة التي اتخذها قوات الاسد ، والتي أدت إلى شن هجمات ضد مقاتلي المعارضة على عدة جبهات. وشنت قوات الاسد  مع حلفائه حزب الله و‌كتائب العباس هجومًا على دمشق وحلب في نوفمبر. واستمر القتال بين القوات الكردية الانفصالية وقوات المعارضة وجبهة النصرة في مواقع أخرى.

## الخلفية
في 23 فبراير 2012، في الأمسية التي سبقت مؤتمر «أصدقاء سوريا» الدولي الذي نظمته جامعة الدول العربية في تونس، عينت الأمم المتحدة والجامعة العربية كوفي أنان مبعوثًا لهما إلى سوريا. 70 دولة كانت حاضرة في المؤتمر، وروسيا والصين ليست من بينها؛ ووصفت سوريا الدول التي تحضر «بأعداء العرب التاريخيين». وفي 16 مارس، قدم كوفي أنان خطه سلام من ست نقاط إلى مجلس الأمن التابع للأمم المتحدة (انظر أدناه)، يطلب أساسًا من الحكومة السورية «معالجة التطلعات والشواغل المشروعة للشعب السوري»، ووقف القتال، وسحب التركيزات العسكرية من المدن، بينما يسعى المبعوث في نفس الوقت إلى الحصول على التزامات مماثلة من المعارضة السورية وغيرها من «العناصر».
وفي 5 أبريل 2012، أبلغ أنان الجمعية العامة للأمم المتحدة بأن الموعد النهائي لوقف إطلاق النار للحكومة السورية سيكون الساعة السادسة صباحًا بالتوقيت المحلي يوم الثلاثاء الموافق 10 أبريل، وبالنسبة للمتمردين الساعة السادسة صباحًا في 12 أبريل. وفي 12 أبريل 2012، دخل كلا الجانبين، الحكومة السورية البعثية ومتمردو الجيش الحر وبعض الفصائل الأخرى، في فترة لوقف إطلاق النار توسطت فيها الأمم المتحدة.

## الجدول الزمني

### محاولة وقف إطلاق النار (أبريل–مايو 2012)

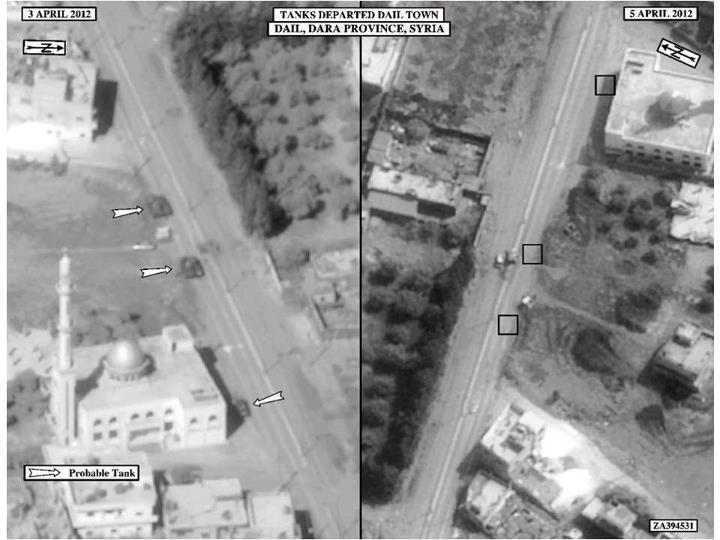
دبابات الجيش السوري خلال الاشتباكات في محافظة درعا في أبريل 2012.

في 14 أبريل 2012، أفاد اجتماع مجلس الأمن التابع للأمم المتحدة الذي اعتمد القرار 2042 بأن المبعوث (السيد عنان) قيّم أنه «اعتبارا من 12 أبريل، بدا أن الطرفين يلتزمان بوقف إطلاق النار».
وفي نهاية المطاف، تحولت محاولة وقف إطلاق النار بوساطة الأمم المتحدة إلى فشل، حيث أسفرت انتهاكات وقف إطلاق النار من الجانبين عن عشرات الضحايا. واعترافا بفشلها، دعا آنان إيران إلى أن تكون «جزءا من الحل»، على الرغم من استبعاد البلاد من مبادرة أصدقاء سوريا.
وفي أعقاب مذبحة الحولة التي وقعت في 25 مايو 2012، والتي أعدم فيها 108 أشخاص بإجراءات موجزة، وإنذار الجيش السوري الحر الذي أعقب ذلك إلى الحكومة البعثية السورية، انهار وقف إطلاق النار عمليا، حيث بدأ الجيش السوري الحر هجمات على جميع أنحاء البلاد ضد القوات الحكومية. وقد انهارت خطة السلام عمليا في أوائل يونيو وتم سحب بعثة الأمم المتحدة من سوريا. واستقال عنان في 2 أغسطس 2012 بسبب الإحباط.

### تجدد القتال (يونيو–أكتوبر 2012)

#### يونيو

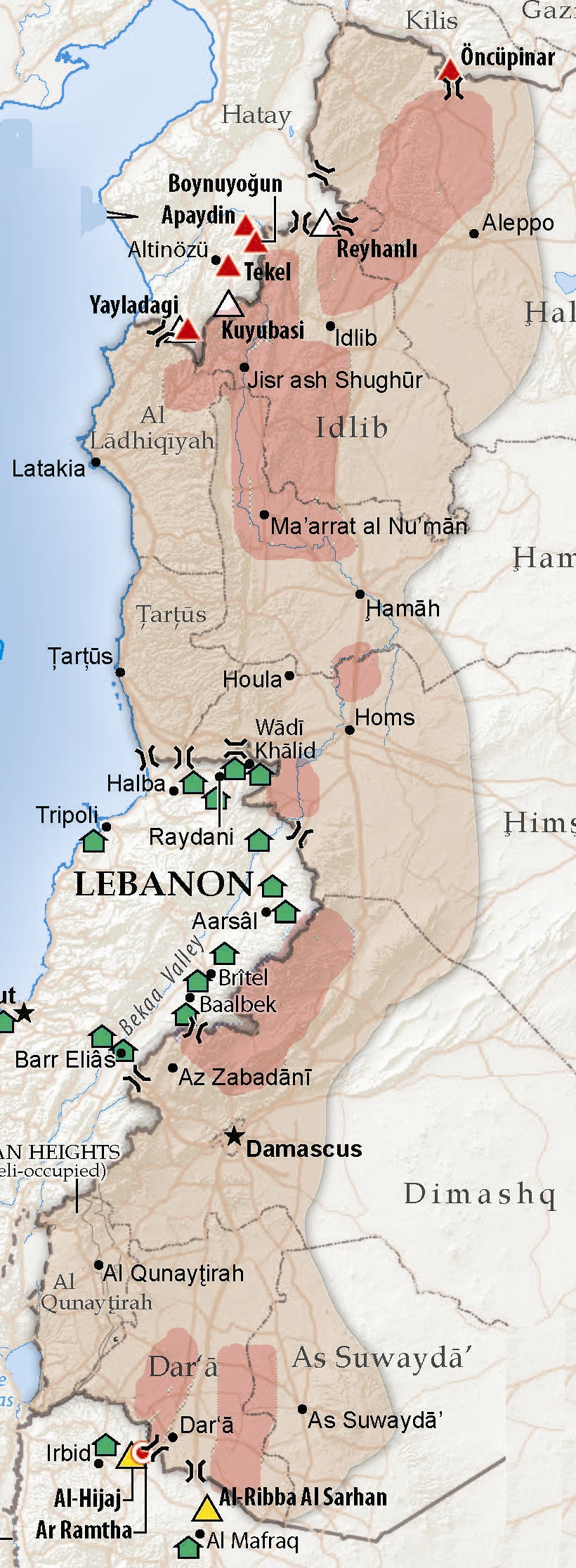
مناطق في غرب سوريا تحت سيطرة الجيش السوري الحر والجماعات المتمردة الأخرى في يونيو 2012 (أحمر داكن).

في 1 يونيو 2012، تعهد الرئيس الأسد بسحق الانتفاضة المناهضة للحكومة. في 5 يونيو 2012، اندلع قتال في الحفة والقرى المجاورة في محافظة اللاذقية الساحلية. وكانت القوات الحكومية مدعومة بمروحيات حربية في أعنف الاشتباكات في المحافظة منذ بدء التمرد. استولت القوات السورية على الأراضي بعد أيام من القتال والقصف. وفي 6 يونيو. قتل 78 مدنيا في مذبحة القبير. وبحسب مصادر ناشطة، بدأت القوات الحكومية بقصف القرية قبل دخول ميليشيا الشبيحة. توجهت مراقبو الأمم المتحدة إلى القبير أملاً في التحقيق في المجزرة، لكنهم واجهوا حاجزا على الطرق وبإطلاق النار من الأسلحة الصغيرة وأجبروا على التراجع.
في 12 يونيو 2012، أعلنت الأمم المتحدة للمرة الأولى رسمياً أن سوريا في حالة حرب أهلية. بدأ الصراع ينتقل إلى أكبر مدينتين، دمشق وحلب. في كلتا المدينتين، تم تفسير الاحتجاجات السلمية – بما في ذلك إضراب عام من قبل أصحاب المحلات في دمشق وإضراب صغير في حلب على أنها تشير إلى أن التحالف التاريخي بين الحكومة والمؤسسة التجارية في المدن الكبرى أصبح ضعيفاً. وفي 22 يونيو، أسقطت قوات الحكومة السورية طائرة مقاتلة تركية من طراز F-4، مما أسفر عن مقتل الطيارين. وتنازعت سوريا وتركيا بشأن ما إذا كانت الطائرة تحلق في المجال الجوي السوري أو الدولي عند اسقاطها. واعتذر بشار الأسد علنا عن الحادث.

#### يوليو
وبحلول 10 يوليو 2012، كانت قوات المتمردين قد استولت على معظم مدينة القصير، في محافظة حمص، بعد أسابيع من القتال. بحلول منتصف يوليو، استولى المتمردون على بلدة سراقب في محافظة إدلب. وبحلول منتصف يوليو 2012، ومع انتشار القتال في جميع أنحاء البلد وقتل 16,000 شخص، أعلنت اللجنة الدولية للصليب الأحمر أن النزاع حرب أهلية. تصاعد القتال في دمشق، مع اندفاع كبير للمتمردين للاسيلاء على المدينة. وفي 18 يوليو، قُتل وزير الدفاع السوري داوود راجحة، ووزير الدفاع السابق حسن تركماني، وصهر الرئيس اللواء آصف شوكت، في هجوم انتحاري بالقنابل في دمشق. توفي رئيس المخابرات السورية هشام اختيار، الذي أصيب في الانفجار نفسه، متأثرا بجراحه في وقت لاحق. أعلن كل من الجيش السوري الحر ولواء الإسلام المسؤولية عن الاغتيال.
وفي منتصف يوليو، هاجمت قوات المتمردين دمشق وتم صدها على مدى أسبوعين، وإن كان القتال لا يزال مستمرا في الضواحي. بعد ذلك، تحول التركيز إلى معركة السيطرة على حلب. في 25 يوليو، أفادت مصادر متعددة بأن حكومة الأسد كانت تستخدم طائرات مقاتلة لمهاجمة مواقع المتمردين في حلب ودمشق، وفي 1 أغسطس، شهد مراقبو الأمم المتحدة في سوريا مقاتلات حكومية تطلق النار على المتمردين في حلب. في أوائل أغسطس، استعاد الجيش السوري السيطرة على حي صلاح الدين، وهو معقل مهم للمتمردين في حلب. وفي أغسطس، بدأت الحكومة باستخدام الطائرات الحربية الثابتة الجناحين ضد المتمردين. وفي 19 يوليو، أفاد مسؤولون عراقيون بأن الجيش السوري الحر سيطر على جميع نقاط التفتيش الحدودية الأربع بين سوريا والعراق، مما زاد من المخاوف بشأن سلامة العراقيين الذين يحاولون الفرار من العنف في سوريا.

#### سبتمبر
في 6 سبتمبر 2012، ذكر نشطاء أكراد أن 21 مدنياً قتلوا في حي الشيخ مقصود الكردي في حلب، عندما قصف الجيش السوري المسجد المحلي ومحيطه. على الرغم من أن المنطقة كانت محايدة أثناء معركة حلب وخالية من اشتباكات الحكومة والمعارضة، يعتقد السكان المحليون أن المنطقة تعرضت للقصف كرد فعل على إيواء بعض السكان للمناهضين للحكومة القادمين من أجزاء أخرى من المدينة. في بيان صدر بعد وقت قصير من وفاة هؤلاء الأكراد، تعهدت وحدات حماية الشعب الكردي بالانتقام. وبعد بضعة أيام، قتلت القوات الكردية 3 جنود في عفرين (بالكردية: Efrîn)‏ وألقت القبض على عدد من جنود حكوميين آخرين في عين العرب (بالكردية: Kobanî)‏ والمالكية (بالكردية: Dêrika Hemko)‏ من حيث قادوا بقية قوات الأمن الحكومية. أفيد أيضًا أن الحكومة بدأت في تسليح القبائل العربية حول القامشلي استعدادًا لمواجهة محتملة مع القوات الكردية، التي ما زالت لا تسيطر بالكامل على المدينة.
في 19 سبتمبر 2012، استولت قوات المتمردين على معبر حدودي بين سوريا وتركيا في محافظة الرقة، تم التكهن بأن هذا المعبر يمكن أن يوفر لقوات المعارضة مزايا إستراتيجية ولوجستية بسبب الدعم التركي للمتمردين، الذين انتقل مقرهم لاحقًا من جنوب تركيا إلى شمال سوريا. قُتل ما لا يقل عن 8 جنود حكوميين وجُرح 15 آخرون في انفجار سيارة مفخخة في الحي الغربي في القامشلي في 30 سبتمبر 2012. استهدف الانفجار فرع الأمن السياسي.

#### أكتوبر
في أكتوبر 2012، سيطرت المتمرّدون على معرّة النعمان، وهي بلدة في محافظة إدلب تقع على الطريق السريع الذي يربط دمشق بحلب واستولت على مدينة دوما، مما يمثل نفوذاً متزايدًا في ريف دمشق. وقد رتّب الأخضر الإبراهيمي وقف إطلاق النار خلال عيد الأضحى في أواخر أكتوبر 2012، لكنه سرعان ما انهار.

### هجمات المتمردين (نوفمبر 2012 – أبريل 2013)

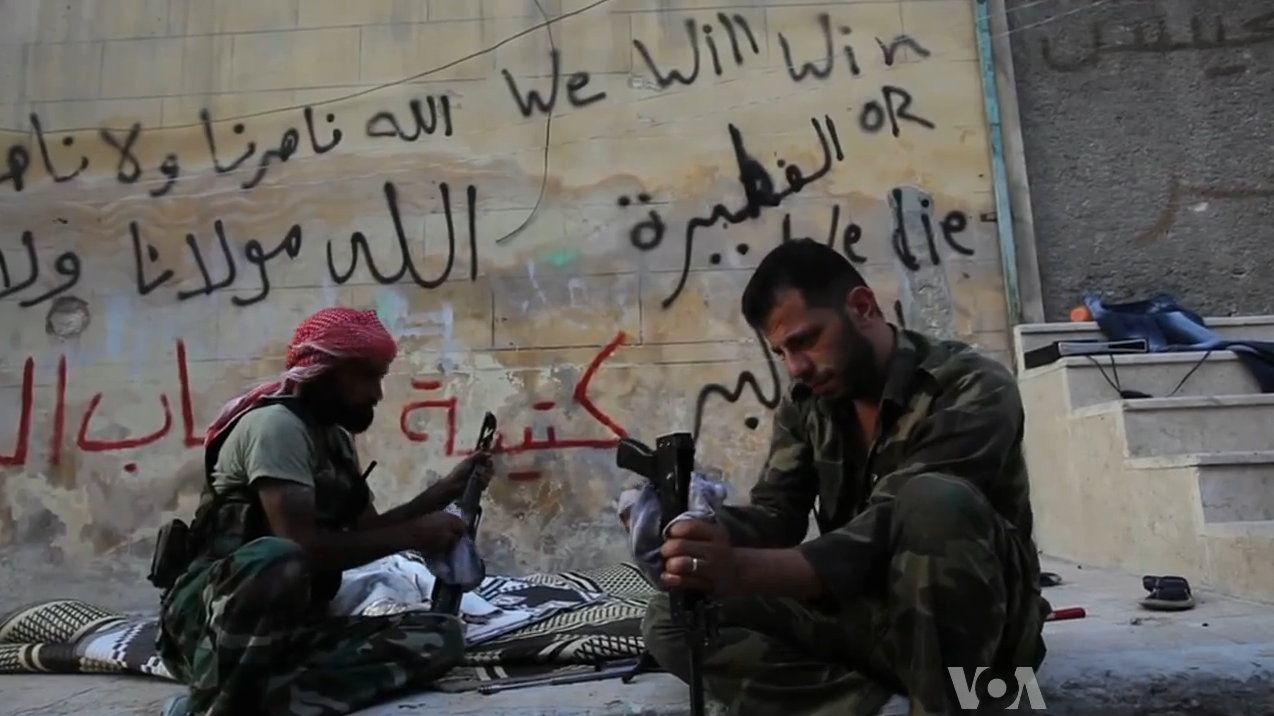
مقاتلو الجيش السوري الحر ينظفون أسلحتهم خلال معركة حلب.

بعد انتهاء اتفاقية وقف إطلاق النار التي قام بها الإبراهيمي في 30 أكتوبر 2012، وسّع الجيش السوري حملته للقصف في دمشق. شهدت منطقة جوبر سقوط القنبلة الأولى من طائرة مقاتلة في دمشق. في اليوم التالي، اغتيل قائد سلاح الجو السوري اللواء عبد الله محمود الخالدي على أيدي مسلحين معارضين في حي ركن الدين بدمشق. في أوائل نوفمبر 2012، حقق المتمردون مكاسب كبيرة في شمال سوريا. أدّى استيلاء المتمردين على سراقب في محافظة إدلب، التي تقع على الطريق السريع M5، إلى عزل حلب أكثر. لكن بسبب عدم كفاية الأسلحة المضادة للطائرات، حاولت وحدات المتمردين إبطال القوة الجوية للحكومة من خلال تدمير طائرات الهليكوبتر والطائرات المقاتلة التي هبطت على القواعد الجوية. في 3 نوفمبر، شن المتمردون هجومًا على قاعدة تفتناز الجوية.
في 18 نوفمبر 2012، سيطر المتمردون على القاعدة 46 في محافظة حلب، واحدة من أكبر قواعد الجيش السوري في شمال سوريا، بعد أسابيع من القتال العنيف. وذكر اللواء المنشق محمد أحمد الفاج، الذي قاد الهجوم، أن حوالي 300 جندي سوري قد قتلوا وأن 60 قد تم أسرهم، حيث استولى المتمردون على كميات كبيرة من الأسلحة الثقيلة، بما فيها الدبابات. في 22 نوفمبر، استولى المتمردون على قاعدة عسكرية في الميادين بمحافظة دير الزور شرق البلاد. وقال نشطاء إن هذا أعطى المتمردين السيطرة على الكثير من الأراضي شرق تلك القاعدة، تمتد إلى الحدود السورية العراقية. في 29 نوفمبر، في حوالي الساعة 10:26 بالتوقيت العالمي، تم إيقاف تشغيل خدمة الإنترنت والهاتف السورية لمدة يومين. نفت مصادر الحكومة السورية مسؤوليتها وألقت باللوم على تعتيم خطوط الألياف البصرية بالقرب من دمشق. ادعى إدوارد سنودن في أغسطس 2014 أن انهيار الإنترنت هذا كان عن غير قصد، من قبل قراصنة وكالة الأمن القومي خلال عملية لاعتراض الاتصالات عبر الإنترنت في سوريا.
في منتصف ديسمبر 2012، قال مسؤولون أمريكيون إن الجيش السوري أطلق صواريخ سكود الباليستية على مقاتلي المتمردين داخل سوريا. وقد وردَ أنه تم إطلاق ستة صواريخ سكود على قاعدة الشيخ سليمان شمال حلب، التي تحتلها قوات المتمردين. لكن لم ترد معلومات أذا كانت صواريخ سكود قد ضربت الهدف المقصود أم لا. بينما نفت الحكومة الادعاء حول القصف البالستي. وفي وقت لاحق من ذلك الشهر، وقع هجوم آخر بصورايخ سكود بالقرب من مارع، وهي بلدة تقع شمال حلب بالقرب من الحدود التركية، وقد أُشير أنها فقدت هدفها، وقد قام الجيش السوري الحر باختراق حدود ساحل محافظة اللاذقية، عبر تركيا. في أواخر كانون الأول، تقدمت قوات المتمردين إلى دمشق، وسيطرت على مخيمات اليرموك ومخيم فلسطين المجاور، وطردت مقاتلي الجبهة الشعبية لتحرير فلسطين - القيادة العامة بمساعدة الفصائل الأخرى. شنت قوات المتمردين هجومًا في محافظة حماة، زعمت في وقت لاحق أنها أجبرت الجيش السوري على إخلاء العديد من البلدات والقواعد، وذكرت أن ثلاثة أرباع ريف حماة الغربي تحت سيطرتها. كما استولى المتمردون على بلدة حارم بالقرب من الحدود التركية في محافظة إدلب، بعد أسابيع من القتال العنيف.
في 11 يناير 2013، سيطرت الجماعات الإسلامية، بما في ذلك جبهة النصرة، بشكل تام على قاعدة تفتناز الجوية في محافظة إدلب، بعد أسابيع من القتال. لقد استخدم الجيش السوري القاعدة في تنفيذ غارات طائرات الهليكوبتر ولتوصيل الإمدادات. زعم المتمردون أنهم استولوا على طائرات الهليكوبتر والدبابات وقاذفات الصواريخ، قبل أن يُجبروا على الانسحاب إثر هجوم حكومي مضاد. قال زعيم جبهة النصرة إن كمية الأسلحة التي أخذوها كانت «تغييرًا للّعبة». في 11 فبراير، استولى المتمردون الإسلاميون على بلدة الثورة في محافظة الرقة وعلى سد الطبقة القريب منها، وهو أكبر سد في سوريا ومصدر رئيسي للطاقة الكهرمائية. في اليوم التالي، سيطرت قوات المتمردين على قاعدة جراح الجوية، الواقعة على 60 كيلومتر (37 ميل) شرق حلب. في 14 فبراير، سيطر مقاتلو جبهة النصرة على الشدادي، وهي بلدة في محافظة الحسكة قريبة من الحدود العراقية.
في 2 مارس 2013، اندلعت اشتباكات عنيفة بين المتمردين والجيش السوري في مدينة الرقة، وقد سقط العديد من القتلى لكلا الجانبين. في نفس اليوم، استعادت القوات السورية عدة قرى بالقرب من حلب. بحلول 3 مارس/آذار، كان المتمردون قد اخترقوا سجن الرقة المركزي وأطلقوا سراح مئات السجناء، وفقًا للمرصد السوري لحقوق الإنسان. كما ذكر المرصد أن المقاتلين المتمردين سيطروا على معظم أكاديمية شرطة حلب في خان العسل، وأن أكثر من 200 من المتمردين والقوات الحكومية قتلوا في معركة من أجل السيطرة عليها.
بحلول 6 مارس 2013، استولى المتمردون على مدينة الرقة، مما جعلها بالفعل أول مركز محافظة تخسرها الحكومة السورية. أطاح نشطاء المعارضة بتمثال من البرونز للقائد الراحل حافظ الأسد والد بشار الأسد، يقع في وسط المدينة. كما ألقى المتمردون القبض على اثنين من كبار المسؤولين الحكوميين. في 18 مارس، هاجم سلاح الجو السوري مواقع المتمردين في لبنان للمرة الأولى، في منطقة وادي الخيل، بالقرب من بلدة عرسال. في 21 مارس، أدى تفجير انتحاري مشتبه به في مسجد إيمان بحي المزرعة الدمشقي إلى مقتل ما يصل إلى 41 شخصًا، بمن فيهم رجل الدين السنّي المؤيد للأسد، الشيخ محمد البوطي. في 23 مارس، استولت عدة مجموعات متمردة على قاعدة الدفاع الجوي للفرقة 38 في جنوب درعا بالقرب من طريق سريع يربط دمشق بالأردن. وفي اليوم التالي، استولى المتمردون على شريط برّي من 25 كيلومتر (16 ميل) بالقرب من الحدود الأردنية، يشمل بلدتي المزيريب وعابدين ونقطة تفتيش عسكرية في قرية الراعي. في 25 مارس، شن المتمردون أعنف قصف وسط دمشق منذ بدء التمرد. وصلت قذائف الهاون إلى ساحة الأمويين، حيث يقع مقر حزب البعث ومقر المخابرات الجوية وهيئة الإذاعة والتلفزيون.

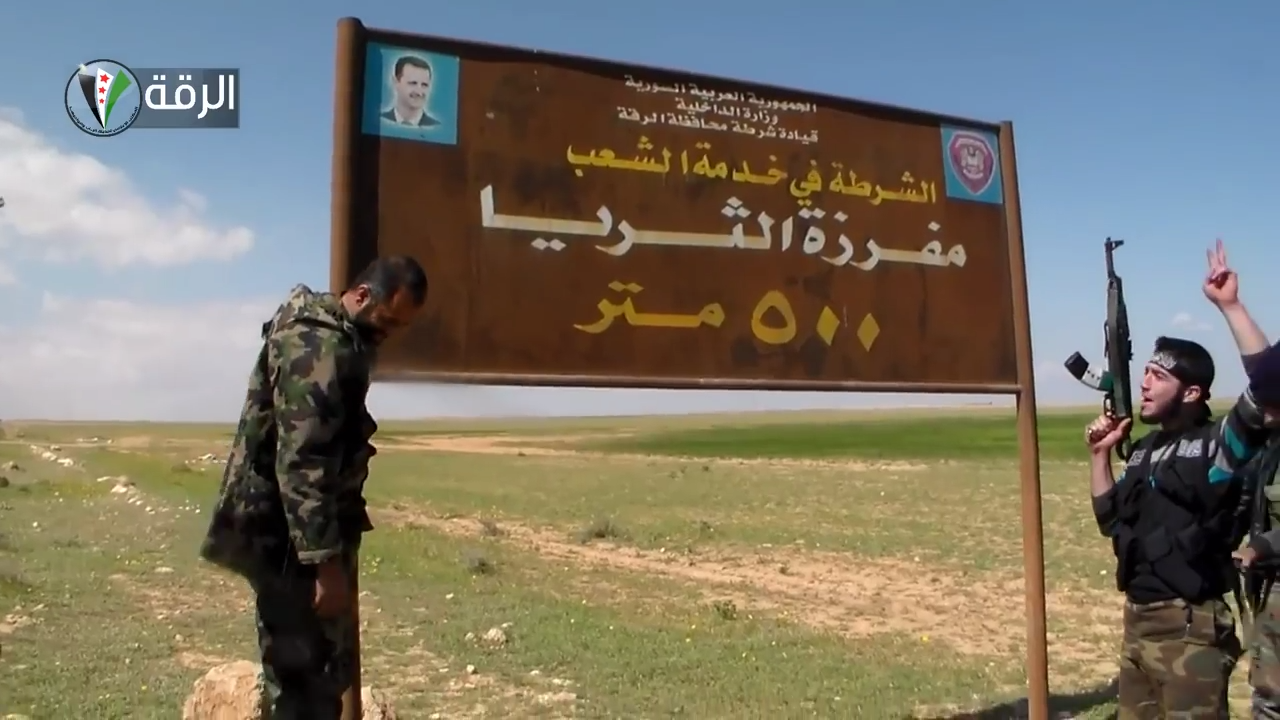
مقاتلو لواء التوحيد يشوهون صورة الرئيس بشار الأسد على الطريق بين حماة والرقة في 27 مارس 2013.

في 26 مارس 2013، بالقرب من بلدة القصير السورية، قام أحد قادة المتمردين خالد الحمد، قائد «كتيبة عمر الفاروق المستقلّة» والمعروف أيضًا باسمه الحربي «أبو صقر»، قام بأكل قلب وكبد جندي سوري ميت وقال: «أقسم بالله يا جنود بشار، يا كلاب، سوف نأكل من قلوبكم وأكبادكم! يا أبطال باب عمرو، اذبحوا العلويين وأخرجوا قلوبهم لأكلها!» وذلك في محاولة واضحة من المتمردين لزيادة الطائفية. ظهر شريط فيديو للحدث بعد شهرين وأسفر عن غضب شديد، لا سيما من هيومن رايتس ووتش التي صنفت الحادث باعتباره جريمة حرب. وفقا لبي بي سي، كان واحدا من أشرطة الفيديو الأكثر بشاعة التي برزت خلال الصراع. في 29 مارس، استولى المتمردون على بلدة داعل بعد قتال عنيف. تقع البلدة في محافظة درعا على طول الطريق السريع الذي يربط دمشق بالأردن. في 3 أبريل، استولى المتمردون على قاعدة عسكرية بالقرب من مدينة درعا.
في منتصف يناير 2013، مع اندلاع الاشتباكات بين المتمردين والقوات الكردية في رأس العين، تحركت وحدات حماية الشعب الكردية لطرد القوات الحكومية من المناطق الغنية بالنفط في محافظة الحسكة. وقد اندلعت اشتباكات من 14 إلى 19 يناير بين مقاتلي الجيش والقوات الكردية في قرية تل عدس الكردية، بالقرب من المعبدة (بالكردية: Girkê Legê)‏، حيث تم حصار كتيبة عسكرية من حوالي 200 جندي منذ 9 يناير. ادعت وحدات حماية الشعب الكردية أنها طردت الحكومة بعد الاشتباكات. وذُكر أن جنديًا واحدًا قد قُتل وجُرح ثمانية آخرون، بينما أُسر سبعة (أُطلق سراحهم فيما بعد) وانشقّ 27 جنديًا آخرين. انتهى القتال في حقل النفط بالقرب من تل عدس في 21 يناير، عندما انسحبت القوات الحكومية بعد عدم تلقي أي مساعدة من دمشق. في الرميلان، إلى الغرب مباشرة من المعبدة، كان 200 جندي سوري محاصرين من قبل قوات حماية الشعب، ووردَ أن 10 جنود قد انشقوا.

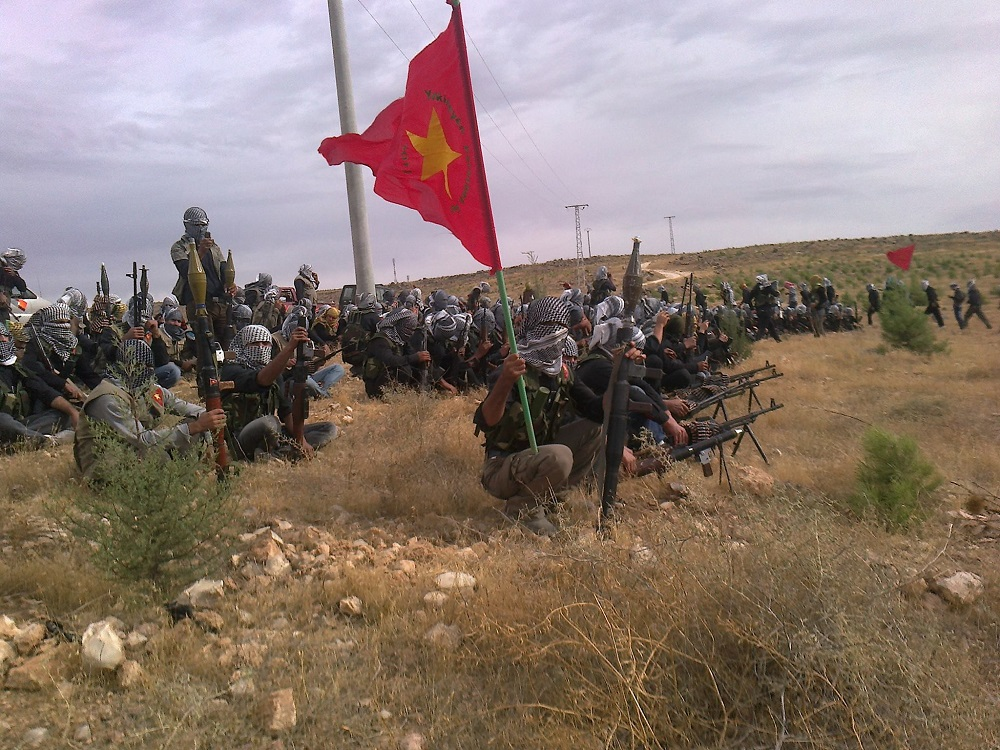
مقاتلو وحدات حماية الشعب (YPG) في عام 2013

في الفترة من 8 إلى 11 فبراير 2013، اندلعت اشتباكات عنيفة بين وحدات حماية الشعب والجيش العربي السوري في منطقة الأشرفية التي تسيطر عليها الميليشيات الكردية، حيث قتل ثلاثة جنود على الأقل و 5 من رجال الميليشيات الموالية للحكومة. أدى القتال لقصف عنيف في 31 كانون الثاني في الأشرفية، حيث قتل 23 مدنيًا بعد تحركت عصابات الجيش الحر في القطاع الكردي من حلب. وفقًا لتقاريرها، قُتل 7 مقاتلين من وحدات حماية الشعب في القتال، بينما زعمت أيضًا أن 48 جنديًا قُتلوا وأُسر 22، وجُرحَ أكثر من 70 آخرين في أوائل شهر مارس، فرضت وحدات حماية الشعب سيطرتها الكاملة على حقول النفط والمنشآت في شمال شرق سوريا بعد استسلام القوات الحكومية هناك. وأيضا، هاجمت وحدات حماية الشعب القوات الحكومية وسيطر مقاتلوها على بلدة تل العدس المتاخمة لحقل رميلان النفطي، وبلدة القحطانية (بالكردية: Tirbespî)‏.

### الهجمات الحكومية (أبريل–يونيو 2013)
في 17 أبريل 2013، كسرت القوات الحكومية حصارًا فرضه المتمردون لمدة ستة أشهر في وادي الضيف، بالقرب من إدلب. ووردت أنباء عن قتال عنيف في جميع أنحاء مدينة بابولين بعد محاولة القوات الحكومية تأمين السيطرة على طريق سريع رئيسي يؤدي إلى حلب. كما سمح كسر الحصار للقوات الحكومية، بإعادة تزويد قاعدتين عسكريتين رئيسيتين في المنطقة التي كانت تعتمد العمليات فيها على طلعات جوية متقطعة. في 18 أبريل، سيطر الجيش الحر على قاعدة الضبعة الجوية بالقرب من مدينة القصير. كانت تستخدم القاعدة في المقام الأول لحماية القوات البرية. وفي الوقت نفسه، أعاد الجيش السوري السيطرة على بلدة آبل. وقال المرصد السوري المعارض أن فقدان المدينة من شأنه أن يعرقل تحركات المتمردين بين القصير ومدينة حمص. كان من شأن السيطرة على القاعدة الجوية أن يخفف الضغط على المتمردين في المنطقة، لكن خسارتهم لأبل جعل الوضع أكثر تعقيدًا. في اليوم نفسه، ورد أن المتمردين اغتالوا علي بلان، وهو موظف حكومي، في منطقة المزة بدمشق. في 21 أبريل، استولت القوات الحكومية على بلدة جديدة الفضل، بالقرب من دمشق.

حققّت الحكومة السورية وقوات حزب الله المتحالفة معها انتصارًا استراتيجيًا كبير خلال هجوم القصير.

في أبريل 2013، شنت قوات الحكومة وحزب الله هجومًا على مناطق قريبة من القصير. في 21 إبريل استولت القوات السورية على بلدات البرهانية وسقرجة والردانية بالقرب من الحدود اللبنانية. عند هذه النقطة، سقطت ثماني قرى خلال الهجوم الحكومي في المنطقة. في 24 أبريل، بعد خمسة أسابيع من القتال، استعادت القوات الحكومية السيطرة على بلدة العتيبة، شرق دمشق، التي كانت بمثابة الطريق الرئيسي لإمدادات الأسلحة للمتمردين من الأردن. وفي الوقت نفسه، في شمال البلاد، سيطر المتمردون على أحد المواقع قرب قاعدة منغ الجوية العسكرية، على مشارف حلب. سمح لهم ذلك بدخول القاعدة الجوية بعد أشهر من محاصرتها.
في 2 مايو 2013، استولت القوات الحكومية على مدينة قيسا شمال مطار دمشق الدولي. استعادت القوات أيضًا شارع وادي السايح وسط مدينة حمص، مما أدى إلى شقّ خط بين معقلين للمتمردين. ذكر المرصد السوري وقوع مجزرة راح ضحيتها أكثر من 100 شخص من قبل القوات الحكومية في بلدة البيضاء الساحلية ببانياس. ومع ذلك، لا يمكن التحقق من ذلك بشكل مستقل بسبب قيود الحركة على الأرض. وقد أثارت صور الفيديو المتعددة التي قال السكان إنهم سجلوها - خاصة الأطفال الصغار - غضب المؤيدين للحكومة الذين رفضوا الرواية الرسمية للأحداث التي عرضها التلفزيون السوري، والتي تقول أن القوات الحكومية فقط سحقت عددًا من الإرهابيين. في 15 يونيو، استولى الجيش السوري على ضاحية الأحمدية بريف دمشق قرب مطار المدينة. في 22 يونيو، استولى الجيش السوري على بلدة تلكلخ التي كانت معقلًا للمتمردين.

### استمرار القتال (يوليو–أكتوبر 2013)

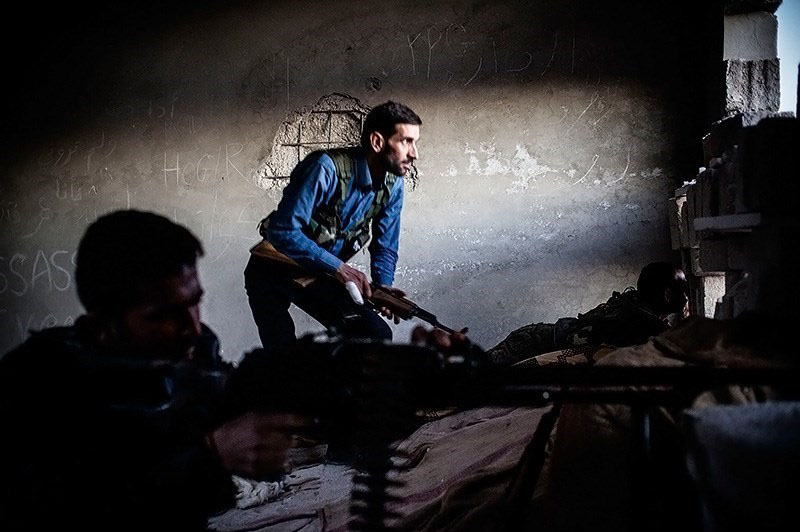
مقاتلو وحدات حماية الشعب يقاتلون ميليشيات الجهاديين والجيش الحر في رأس العين.

في 28 يونيو 2013، استولت قوات المتمردين على نقطة تفتيش عسكرية كبيرة في مدينة درعا. وفي 12 يوليو، أفاد الجيش السوري الحر أن أحد قادته، كمال حمامي، قتل على أيدي الإسلاميين قبل يوم واحد. أعلن المتمردون أن اغتياله من قبل تنظيم الدولة الإسلامية، كان بمثابة إعلان حرب. في 17 يوليو، سيطر مقاتلو الجيش الحر على معظم مدينة نوى الجنوبية بعد الاستيلاء على ما يصل إلى 40 مركزًا للجيش في المدينة. في 18 يوليو، تمكّنت وحدات حماية الشعب من السيطرة على بلدة رأس العين الشمالية، بعد أيام من القتال مع جبهة النصرة. في الأشهر الثلاثة التالية، أدى القتال المستمر بين القوات الكردية والجهاديين، إلى استيلاء الأكراد على عشرات البلدات والقرى في محافظة الحسكة، بينما حقق الجهاديّون مكاسب محدودة في محافظتي حلب والرقة بعد أن ضمّوا إليهم جماعة المتمردين الإسلاميين الأكراد «جبهة الأكراد» بعد إنهاء ارتباطها بوحدات حماية الشعب. في محافظة حلب، ذبح الإسلاميون مجموعة من الأكراد مما أدى إلى هجرة جماعية للمدنيين إلى مدينة عفرين.
في 22 يوليو 2013، سيطر مقاتلو الجيش السوري الحر على ضاحية خان العسل غرب حلب. كانت المدينة آخر معقل للحكومة في الجزء الغربي من محافظة حلب. في 25 يوليو، أمّن الجيش السوري مدينة السخنة بعد طرد جبهة النصرة منها. في 27 يوليو، بعد أسابيع من القتال والقصف في حمص، استولى الجيش السوري على جامع خالد بن الوليد التاريخي، وبعد ذلك بيومين، استولى على حي الخالدية. في 4 أغسطس، شنّت حوالي 10 ألوية متمردة هجومًا واسع النطاق على معقل الجيش في محافظة اللاذقية، أدّت الهجمات الأولية التي قام بها 2000 من مسلّحي المعارضة إلى استيلائهم على ما يصل إلى 12 قرية في المنطقة الجبلية. في الفترة من 4 إلى 5 أغسطس، قُتل 20 من ميليشيات المعارضة و 32 من جنود الحكومة والميليشيات الموالية لها في الاشتباكات. فر مئات القرويين العلويين إلى اللاذقية. بحلول 5 أغسطس، تقدم المقاتلون المتمردون إلى موقع 20 كيلومتر (12 ميل) عن القرداحة، مسقط رأس بشار الأسد. ومع ذلك، في منتصف أغسطس، قام الجيش بهجوم مضاد واستعاد كل الأراضي التي خسرها سابقًا لصالح المتمردين في المنطقة الساحلية أثناء الهجوم. وقال مصدر أمني سوري لوكالة فرانس برس أن «الجيش لا يزال يتعين عليه استعادة منطقة سلمى، وهي منطقة إستراتيجية على طول الحدود مع تركيا». وفقًا لتقرير هيومن رايتس ووتش، قُتل 190 مدنياً على أيدي قوات المتمردين خلال الهجوم، وقاموا بإعدام 67 على الأقل. وتم احتجاز 200 مدني آخر كرهائن، معظمهم من النساء والأطفال.

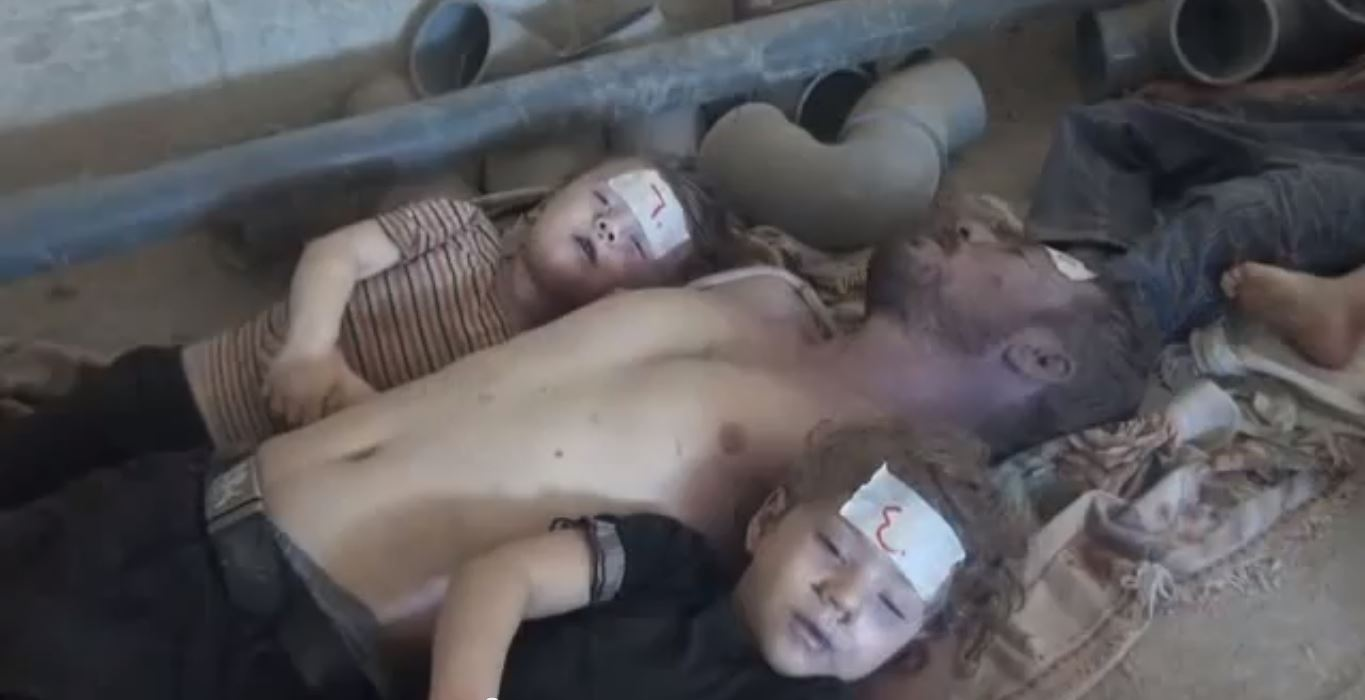
ضحايا الهجوم الكيميائي على الغوطة الذي أسفر عن مقتل المئات وجرح أكثر من ثلاثة آلاف.

في 6 أغسطس 2013، استولى المتمردون على قاعدة منغ الجوية العسكرية بعد حصار دام 10 أشهر. تقع القاعدة الجوية الاستراتيجية على الطريق بين مدينة حلب والحدود التركية. في 21 أغسطس، وقع هجوم كيماوي في منطقة الغوطة بريف دمشق، مما أسفر عن مقتل الآلاف ومئات القتلى في معقل المعارضة. وأعقب الهجوم هجوم عسكري شنته القوات الحكومية على المنطقة التي كانت بؤرةً للمعارضة. في 24 أغسطس، استولى المتمردون على بلدة أريحا. لكن القوات الحكومية استعادتها في 3 سبتمبر. في 26 أغسطس، استولت قوات المتمردين على بلدة خناصر في محافظة حلب التي كانت آخر طريق إمداد للحكومة إلى مدينة حلب.
في 8 سبتمبر 2013، استولى المتمردون بقيادة جبهة النصرة على بلدة معلولا المسيحية، الواقعة على 43 كيلومتر (27 ميل) الشمال من دمشق، شن الجيش السوري هجومًا مضادًا بعد بضعة أيام، واستعاد السيطرة على المدينة. في 18 سبتمبر، قام تنظيم الدولة الإسلامية (داعش) بتدمير مدينة أعزاز التي كان يسيطر عليها الجيش السوري الحر في الشمال. وكان القتال هو الأكثر حدة منذ تصاعد التوتر بين الفصائل المسلحة في سوريا في وقت سابق من العام. بعد فترة وجيزة من سيطرة داعش على أعزاز، تم إعلان وقف إطلاق النار بين الجماعات المتمردة المتنافسة. ومع ذلك في أوائل أكتوبر، اندلع القتال مجددًا في المدينة.
في 20 سبتمبر 2013، قتلت الميليشيات العلوية 15 مدنياً في قرية الشيخ حديد السّنية في محافظة حماة. وقد وقعت المذبحة ردًا على استيلاء المتمردين على قرية الجلمة في حماة، مما أسفر عن مقتل خمسة جنود، إلى جانب الاستيلاء على نقطة تفتيش عسكرية أسفرت عن مقتل 16 جنديًا و 10 من أفراد ميليشيا الدفاع الوطني. في منتصف سبتمبر، استولى الجيش على مدينتي دير سلمان وشبعا في ضواحي دمشق. كما استولى الجيش على ست قرى في شرق حمص. اندلع القتال في تلك البلدات مرة أخرى في أكتوبر. في 28 سبتمبر، استولى المتمردون على مركز حدود الرمثا في محافظة درعا على الحدود مع الأردن بعد قتال أسفر عن مقتل 26 جنديًا و 7 من المقاتلين المتمردين الأجانب. في 3 أكتوبر، ذكرت وكالة فرانس برس أن الجيش السوري أعاد السيطرة على مدينة خناصر، والتي تقع على طريق الإمداد الذي يربط وسط سوريا بمدينة حلب. في 7 أكتوبر، تمكن الجيش السوري من إعادة فتح طريق الإمداد بين حلب وخناصر.
في 9 أكتوبر 2013، استولى المتمردون على كتيبة الهجانة على الحدود الأردنية بعد شهر من القتال العنيف. كان المتمردون حينئذ يسيطرون على مجموعة من الأراضي على طول الحدود من خارج درعا إلى أطراف مرتفعات الجولان. في نفس اليوم، استولى حزب الله والمقاتلون الشيعة العراقيون، المدعومون بالمدفعية والغارات الجوية والدبابات، على بلدة الشيخ عمر، على المشارف الجنوبية لدمشق. بعد ذلك بيومين، استولوا على مدينتي الذيابية والحسينية الواقعتين على الحدود الجنوبية لدمشق. أدى الاستيلاء على المدن الثلاث إلى تعزيز سيطرة الحكومة على خطوط الإمداد الرئيسية وفرض المزيد من الضغط على المتمردين المُحاصرين في منطقة الغوطة الشرقية. في 14 أكتوبر، ذكر المرصد السوري لحقوق الإنسان أن المتمردين استولوا على حيّي الرصافة والصناعة في مدينة دير الزور، وكذلك مستشفى دير الزور العسكري.

### الهجمات الحكومية (أكتوبر–ديسمبر 2013)

حققت قوات الحكومة تقدّمًا كبيرًا في هجوم واسع النطاق في حلب أواخر عام 2013.

شن الجيش العربي السوري مع حلفائه، حزب الله ولواء أبو الفضل العباس، هجومًا على دمشق وحلب. في 16 أكتوبر، ذكرت وكالة فرانس برس أن القوات السورية استعادت بلدة البويضة، جنوب دمشق. في 17 أكتوبر بمدينة دير الزور، اغتال المتمردون اللواء جامع جامع رئيس المخابرات العسكرية في المحافظة. أفاد المرصد السوري لحقوق الإنسان بأن قنّاصي المجموعات المسلحة قد أطلقوا عليه النار أثناء معركة مع ألوية المتمردين. في 24 أكتوبر، استعاد الجيش السوري سيطرته على بلدة حتيتة التركمان، الواقعة جنوب شرق دمشق، على طول طريق مطار دمشق الدولي.
في 26 أكتوبر 2013، سيطر المقاتلون الأكراد على معبر اليعربية الاستراتيجي الواقع في محافظة الحسكة بين سوريا والعراق، بعد طرد جبهة النصرة منه. في مكان آخر في محافظة درعا، استولى المقاتلون المتمردون على بلدة طفس من القوات الحكومية بعد أسابيع من الاشتباكات التي خلفت عشرات القتلى. في 1 نوفمبر، استعاد الجيش السوري السيطرة على مدينة السفيرة الهامّة بريف حلب، وفي اليوم التالي استعاد الجيش السوري وحلفاؤه قرية العزيزية على المشارف الشمالية للسفيرة. من أوائل إلى منتصف نوفمبر، استولت قوات الجيش السوري على عدة بلدات جنوب دمشق، بما في ذلك حجيرة وسبينة. استعادت القوات الحكومية أيضًا بلدة تل عرن، جنوب شرق حلب، وقاعدة عسكرية بالقرب من مطار حلب الدولي.
في 10 نوفمبر 2013، سيطر الجيش السوري بالكامل على «القاعدة 80» بالقرب من مطار حلب. وفقًا للمرصد المعارض، قُتل 63 متمرداً و32 جنديًا خلال المعركة. وضع تقرير آخر عدد المتمردين الذين قتلوا ما بين 60 و80. تم دعم وحدات الجيش من قبل مقاتلي حزب الله والميليشيات الموالية للحكومة خلال الهجوم. في اليوم التالي، أمنت القوات الحكومية معظم المنطقة المحيطة بالمطار. في 13 نوفمبر، استولت القوات الحكومية على معظم بلدة حجيرة. انسحب المتمردون من حجيرة إلى الحجر الأسود. ومع ذلك، كانت دفاعاتهم في المناطق المُحاصرة القريبة من قلب دمشق لا تزال قوية.
في 15 نوفمبر 2013 استعاد الجيش السوري السيطرة على مدينة تل حاصل بالقرب من حلب. في 18 نوفمبر، اقتحمت القوات السورية مدينة ببيلا. في 19 نوفمبر، سيطرت القوات الحكومية بالكامل على مدينة قارَة. وفي نفس اليوم، استولى الجيش السوري على حي الدويرنة بحلب. في 23 نوفمبر، استولت جبهة النصرة وغيرها من المتمردين الإسلاميين على حقل العمر النفطي في دير الزور، وهو أكبر حقل نفطي في سوريا، مما تسبب في اعتماد الحكومة بالكامل تقريباً على النفط المستورد. في 24 نوفمبر، استولى المتمردون على بلدات البحارية والقاسمية والعبادة ودير سلمان في ريف دمشق. في 28 تشرين الثاني، استعاد الجيش السوري دير عطية.
في 2 ديسمبر 2013، استولى المتمردون بقيادة الجيش السوري الحر على بلدة معلولا المسيحية التاريخية. بعد القتال، ظهرت تقارير تفيد بأن المتمردين اختطفوا 12 راهبة. ومع ذلك فإن الميليشات المُعارضة أنكروا ذلك وقالوا إن الراهبات قد تم «إجلاؤهن» إلى بلدة يبرود القريبة التي يسيطر عليها المتمردون بسبب احتدام المعارك وقصف الجيش. في أوائل ديسمبر، سيطرت الجبهة الإسلامية على معبر باب الهوى الحدودي مع تركيا، الذي كان في أيدي الجيش السوري الحر. كما استولت المجموعات على مستودعات تحتوي على معدات قدّمتها الولايات المتحدة. ورداً على ذلك، قالت الولايات المتحدة وبريطانيا إنهما أوقفتا كل المساعدات غير الفتاكة للجيش السوري الحر، خوفًا من سقوط إمدادات إضافية في أيدي مقاتلي القاعدة. في 9 ديسمبر، سيطر الجيش بالكامل على النبك لكن القتال استمرّ في ضواحيها.